# Scott Wharton
Scott Bradley Wharton, né le 3 octobre 1997 à Blackburn en Angleterre, est un footballeur anglais qui joue au poste de défenseur aux Blackburn Rovers.

## Biographie

### En club
En octobre 2015, il signe son premier contrat avec Blackburn Rovers.
Le 20 août 2016, il fait ses débuts pour le club.

## Vie privée
Scott Wharton est le frère aîné d'Adam Wharton, lui aussi footballeur professionnel ayant été formé à Blackburn Rovers.

## Palmarès

### En club
Lincoln City
- Champion de League Two (D4) en 2018-19